# Interventions
Interventions é um livro do linguista e ativista político Noam Chomsky. Publicado originalmente em maio de 2007, trata-se de uma coleção de 44 artigos op-ed publicados entre setembro de 2002 e março de 2007. Os temas do livro vão desde os ataques de 11 de setembro de 2001 e a Guerra do Iraque até previdência social, design inteligente, territórios ocupados por Israel. O Pentágono baniu o livro do acervo da Prisão de Guantánamo com a justificativa de que poderia "impactar negativamente [...] a boa ordem e disciplina".